# Сливенски симфоничен оркестър
Сливенският симфоничен оркестър симфоничен оркестър в Сливен. Той е основан през 1933 г. под името Сливенска филхармония при читалище „Зора“.
В началото се състои от 37 оркестранти, ръководени от учениците на Йосиф Каломати – диригента Петър Стратев и композитора Мишо Тодоров. До 1948 г. диригенти на оркестъра стават последователно Христо Байданов, Димитър Узунов и Никола Кубарелов. От 1933 до 1948 г. съществува като гражданско сдружение със статут на юридическо лице към читалище „Зора“. От 1948 до 1973 г. симфоничният оркестър е преобразуван в оперен, като продължава да изнася симфонични концерти. От 1973 до 2000 г. Сливенският симфоничен оркестър функционира като професионален музикален институт към читалище „Зора“. От 2000 г. съставът получава статут на професионален културен институт към Община Сливен.
През 60-те и 70-те години на XX век диригенти са Николай Николаев и Стефан Басмаджиев. След тях титулярни диригенти стават Христо Игнатов, Владимир Кираджиев, Емил Табаков (художествен консултант), Веселин Байчев, Йовчо Петров, Алексей Измирлиев, Андрей Андреев, Стефан Недялков, Ивайло Кринчев. Като гост-диригенти със състава са работили Борис Хинчев, Пламен Джуров, Недялко Недялков, Иван Вульпе, Георги Робев, Алипи Найденов, Йордан Дафов и много други. От 1993 до 2021 г. главен диригент на оркестъра е Димитър Караминков.
В началото на 80-те години на XX век главен художествен ръководител и директор е Сидер Сидеров. Директори на състава след него са Стефан Хърков, Галина Георгиева, Даниела Дякова и Димитър Караминков. От август 2021 г. директор на Сливенския симфоничен оркестър е Кремена Оксенкруг.
В репертоара на Сливенския симфоничен оркестър присъстват произведения от всички оркестрови стилове и епохи – от бароковите майстори Арканджело Корели, Антонио Вивалди, Йохан Себастиан Бах, Хендел до основополагащи фигури на съвременната музика като Игор Стравински, Бела Барток, Дмитрий Шостакович, Витолд Лютославски. От създаването си оркестърът изпълнява творби и от българските композитори Панчо Владигеров, Петко Стайнов, Веселин Стоянов, Любомир Пипков, Марин Големинов, а в 80-те години осъществява премиери на произведения от Лазар Николов, Пенчо Стоянов, Велислав Заимов (Симфония № 4), Владимир Кираджиев, Георги Арнаудов и други. Симфоничният оркестър участва в прегледите „Нова българска музика“ и „Млада българска музика“.
Един от първите солисти на оркестъра е пианистът и композитор Димитър Ненов. През годините със сливенските симфоници са музицирали цигуларите Боян Лечев, Минчо Минчев, Дина Шнайдерман, Емил Камиларов, Стойка Миланова, Стоян Калчев, Георги Бадев, Мичо Димитров, Гинка Гичкова, Евгения-Мария Попова, пианистите Атанас Кареев, Милена Моллова, Дора Миланова, Светла Славчева, Николай Евров, Жени Захариева, Антон Диков, Димо Димов, Йовчо Крушев, Филип Павлов, виолончелистите Венцеслав Николов и Анатоли Кръстев, кларинетистите Сава Димитров и Петко Радев, флейтистите Лидия Ошавкова и Георги Спасов, тромпетистите Петър Кърпаров и Николай Чочев, певците Никола Николов, Гена Димитрова, Александрина Милчева, Дарина Такова, Павел Герджиков, Бойко Цветанов, Христина Ангелакова, Стефка Евстатиева, Ангел Станков, солистите Васко Василев, Мила Георгиева, Веселин Пантелеев-Ашкенази, Николай Минчев, Йова Миланова, Людмил Ангелов, Веселина Кацарова, Александрина Пендачанска, Татяна Шиварова, Камен Чанев. През 80-те години оркестърът осъществява интеграционни връзки с Българската държавна консерватория в София, като в Сливен се провежда част от обучението на студенти – бъдещи оркестранти и оркестрови диригенти, както и част от подготовката на студенти, участващи в международни конкурси.